# Youssef Aït Bennasser
Youssef Aït Bennasser, född 7 juli 1996, är en fransk-marockansk fotbollsspelare.

## Landslagskarriär
Aït Bennasser debuterade för Marockos landslag den 31 augusti 2016 i en 0–0-match mot Albanien, där han blev inbytt i den 72:a minuten mot Fayçal Fajr. I maj 2018 blev Aït Bennasser uttagen i Marockos trupp till fotbolls-VM 2018.